# Heiko Schwartz
Heiko Schwartz   (Norden, 21 de setembre de 1911 - Bielefeld, 29 d'octubre de 1973) va ser un waterpolista i nedador alemany que va competir durant la dècada de 1930.
El 1932 va prendre part en els Jocs Olímpics de Los Angeles, on va guanyar la medalla de plata en la competició de waterpolo. Quatre anys més tard, als Jocs de Berlín, disputà la prova dels 100 metres lliures del programa de natació. Quedà eliminat en sèries. En el Campionat d'Europa de natació de 1934 guanyà la medalla de plata en els 4x200 metres lliures.